# SJ X14
De SJ X14 is een tweedelig elektrisch treinstel voor het regionaal personenvervoer van de Zweedse gewestelijke vervoerbedrijven Västtrafik (Göteborg) en Östgötatrafiken (Linköping).

## Geschiedenis
Het treinstel werd in de negentiger jaren door Kalmar Verkstad op basis van de X12 verder ontwikkeld en gebouwd.

## Constructie en techniek
De trein bestaat uit een motorwagen en een stuurstandwagen. De passagiers zitten in een rij van 3 + 2 in alleen 2e klas. De trein heeft 4 deuren aan beide kanten.

## Nummers en vervoersgebieden
- Östgötatrafiken (Östgötatåget): 3223, 3230-3237, 3239.
- Jönköpings Länstrafik/Västtrafik (Vättertåget): 3224-3229.
- SJ/Västtrafik (Göteborgsregionen): 3238.
- Västtrafik (Göteborgsregionen): 3240 en 3241.

## Foto's

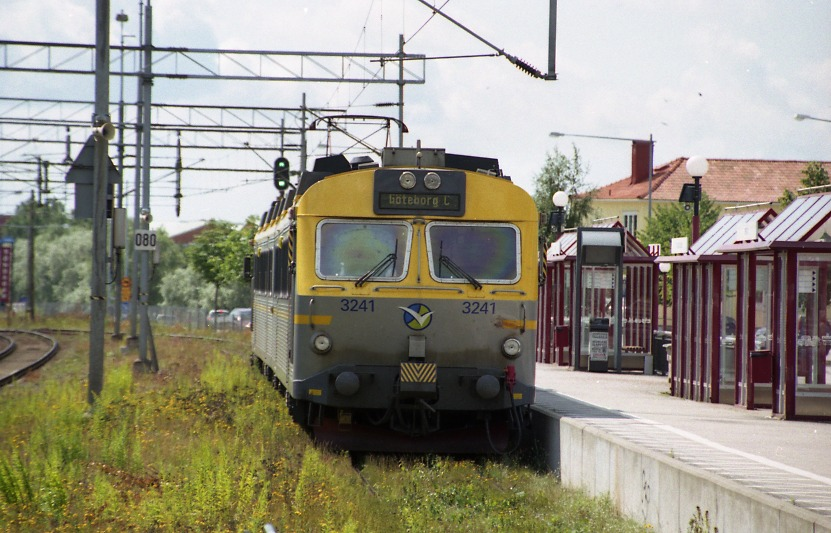
Treinstel 3241 op 12 juli 2006 in  Stenungsund